# Canton de Saint-Jean-des-Baisants
Le canton de Saint-Jean-des-Baisants est une ancienne circonscription administrative de la Manche.